# T18 Boarhound
El T18 Boarhound era un automòbil blindat pesant dels Estats Units d'Amèrica produït en petites quantitats per a l'Exèrcit Britànic durant la Segona Guerra Mundial.

## Història
En juliol de 1941, l'Exèrcit dels Estats Units d'Amèrica va demanar el disseny d'un automòbil blindat pesat (junt amb el disseny d'un automòbil blindat mitjà, que va resultar en el T17 Armored Car), per als britànics. El prototip va ser dissenyat en 1942, per Yellow Coach Company. Era un llarg vehicle de 8x8 (vuit rodes, totes es movien, anomenat vuit per vuit) amb les quatre rodes frontals dissenyades per a girar. El pesat blindatge va fer que aquest vehicle pesés 26 tones, més o menys el pes d'un tanc mitjà de l'època. Inicialment el seu armament consistia en un canó principal de 37 mm, el 37 mm M3 en una torreta amb una metralladora coaxial de calibre 30. Aquest armament va demostrar ser obsolet, i es va dissenyar el T18E2, el qual era anomenat pels anglesos “Boarhound”. Aquest vehicle ara comptava amb un canó de 57 mm, un canó M1, que era la variant americana del canó anglès Ordenance QF 6 puonder.
L'Exèrcit dels Estats Units d'Amèrica mai es va mostrar interessat en aquests vehicle. L'Exèrcit Britànic va demanar la producció de 2.500 d'aquests vehicles, però el seu alt cost, i la seva dificultat d'enviament van acabar amb la cancel·lació del projecte. Només 30 van ser enviats a la Campanya del nord d'Àfrica, amb alguns fins i tot fent operacions en combois. Hi ha notícies que alguns d'aquests vehicles van ser modificats per a poder complir amb algunes tasques especials. A finals de 1942, 8 T18 van ser enviats al 8è Exèrcit, on van servir puntualment com a vehicles de suport, i fins i tot, com a vehicles de reconeixement en alguns casos, segons arxius del «The National Archives» (TNA). Cap d'ells va veure gaire acció en combat.
L'únic supervivent està en el The Tank Museum, a Bovington, Regne Unit.

## Variants
- T18 – versió original amb un canó de 37 mm.
- T18E1 – versió amb sis rodes. El seu desenvolupament va ser cancel·lat.
- T18E2 – versió amb un canó de 57 mm.